# Смирнов, Андрей Андреевич
Андре́й Андре́евич Смирно́в (15 октября 1905, Москва — 26 февраля 1982) — советский дипломат. Чрезвычайный и полномочный посол (1943).

## Биография
Член ВКП(б). Окончил Ленинградский плановый институт в 1934 году.
- В 1936—1937 годах — сотрудник центрального аппарата НКИД СССР.
- В 1937—1940 годах — сотрудник полпредства СССР в Германии.
- В 1940—1941 годах — советник полпредства (с 9 мая 1941 — посольства) СССР в Германии.
- С 28 июня 1941 по 1 сентября 1943 года — чрезвычайный и полномочный посол СССР в Иране[1].
- В 1943—1949 годах — заведующий III Европейским отделом НКИД (с 1946 — МИД) СССР.
- В 1946—1949 годах — заместитель народного комиссара иностранных дел РСФСР по совместительству с работой в НКИД СССР[2], заместитель министра иностранных дел РСФСР[3], член Коллегии МИД СССР.
- В 1949—1956 годах — сотрудник аппарата ВКП(б) (с 1952 — КПСС).
- С 31 марта по 14 октября 1956 года — чрезвычайный и полномочный посол СССР в Австрии[4].
- С 14 октября 1956 по 19 мая 1966 года — чрезвычайный и полномочный посол СССР в ФРГ[5].
- С 19 мая 1966 по 6 января 1969 года — чрезвычайный и полномочный посол СССР в Турции[6].
- В 1969—1973 годах — заместитель министра иностранных дел СССР.
- В 1970—1973 годах — председатель Комиссии СССР по делам ЮНЕСКО.

## Награды
- Орден Октябрьской Революции
- Орден Отечественной войны II степени (5 ноября 1945)
- 2 ордена Трудового Красного Знамени (3 ноября 1944, 7 октября 1965)